# Научная грамотность
Нау́чная гра́мотность — компетентное понимание основных научных понятий и принципов, позволяющее человеку делать выводы, принимать решения и следить за публичным обсуждением спорных вопросов науки и техники, а при необходимости и участвовать в нём. 
Научная грамотность определается рядом таких параметров, как:
- владение понятием эксперимента и логического вывода, а также базовых научных понятий и фактов;

- умение формулировать вопросы, продиктованные любопытством по поводу повседневного опыта, а также находить ответы на них;

- умение описывать, объяснять и прогнозировать природные явления;

- способностью понимать популярные статьи научного характера и критически оценивать валидность описываемых исследований;

- умение увидеть научную подоплёку социальных и политических дебатов;

- способность оценивать качество обнаруженной информации научного характера исходя из её источника и методов получения;

- готовность формулировать собственные и оценивать чужие аргументы, основанные на фактических данных, и приемлемым образом использовать сделанные по их результатам выводы.[1]

Несмотря на то, что нет всеобщего соглашения о том, как измерить научную грамотность, Организация экономического сотрудничества и развития создала оценку научной грамотности.